# Brandon Robinson (cestista 1989)
Brandon Robinson (Lake Wales, 25 marzo 1989) è un cestista statunitense.

## Palmarès
- Basketball Champions League Americas: 2

Quimsa: 2019-20, 2023-24
- Coppa Intercontinentale: 1

Flamengo: 2022